# Uroleucon macgillivrayae
Uroleucon macgillivrayae är en insektsart som först beskrevs av Olive 1967.  Uroleucon macgillivrayae ingår i släktet Uroleucon och familjen långrörsbladlöss. Inga underarter finns listade i Catalogue of Life.